# Altenhasungen
Altenhasungen ist ein Stadtteil der Stadt Wolfhagen im nordhessischen Landkreis Kassel.

## Geographie
Altenhasungen liegt im Habichtswälder Bergland im Naturpark Habichtswald. Es befindet sich zwischen den Wolfhagener Stadtteilen Wenigenhasungen im Südosten und Nothfelden im Nordwesten. Durchflossen wird die Ortschaft vom Twiste-Zufluss Erpe. Nordöstlich erhebt sich der Große Bärenberg (600,7 m), und nach Südsüdwesten leitet die Landschaft über das Tal des Erpe-Zuflusses Lohbach zum Isthaberg (523,1 m) über.

## Geschichte

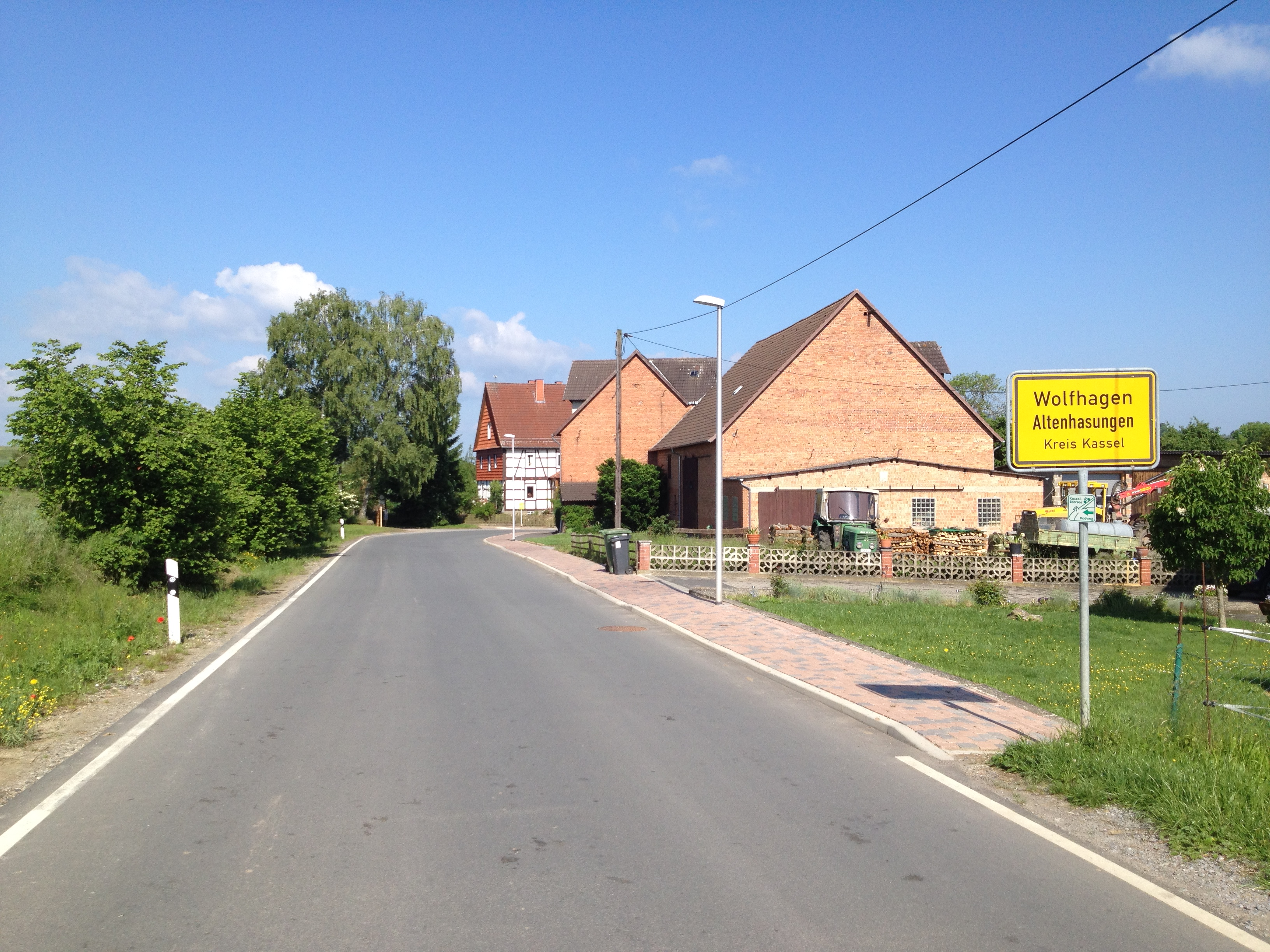
Heerstraße Altenhasungen

### Ortsgeschichte
Die älteste bekannte schriftliche Erwähnung von Altenhasungen erfolgte unter dem Namen Hasungen inferiori im Jahr 1252 in einer Urkunde des Klosters Hasungen. Die ältere Erwähnung im Mainzer Urkundenbuch wird als Fälschung angesehen. Weitere Erwähnungen erfolgten unter den Ortsnamen (in Klammern das Jahr der Erwähnung): vetus Hasungen (1341), Alttenhasungen (1555), Altenhasungen (1585) und Alten Hasungen (1708/10).
Ursprünglich war die Kirche zu Schützenberg in Altenhasungen begütert. Im Jahr 1367 gehen die Besitzungen auf das Kloster Hasungen über. Die Evangelische Kirche Altenhasungen stammte aus dem Mittelalter, wurde aber 1740 grundlegend erneuert.
Hessische Gebietsreform (1970–1977)
Zum 1. Februar 1971 wurde die bis dahin selbständige Gemeinde Altenhasungen im Zuge der Gebietsreform in Hessen auf freiwilliger Basis in die Stadt Wolfhagen eingemeindet. Für Altenhasungen wurden wie für alle nach Wolfhagen eingegliederten Gemeinden ein Ortsbezirk mit Ortsbeirat und Ortsvorsteher nach der Hessischen Gemeindeordnung eingerichtet.

### Verwaltungsgeschichte im Überblick
Die folgende Liste zeigt die Staaten und Verwaltungseinheiten, in denen Altenhasungen lag:
- vor 1567: Heiliges Römisches Reich, Landgrafschaft Hessen, Amt Wolfhagen
- ab 1567: Heiliges Römisches Reich, Landgrafschaft Hessen-Kassel, Amt Wolfhagen
- 1787: Heiliges Römisches Reich, Landgrafschaft Hessen-Kassel, Amt Wolfhagen
- ab 1806: Landgrafschaft Hessen-Kassel, Amt Wolfhagen
- 1807–1813: Königreich Westphalen, Departement der Fulda, Distrikt Kassel, Kanton Hoof
- ab 1815: Kurfürstentum Hessen, Amt Wolfhagen[9]
- ab 1821/22: Kurfürstentum Hessen, Provinz Niederhessen, Kreis Wolfhagen[10][Anm. 1]
- ab 1848: Kurfürstentum Hessen, Bezirk Kassel
- ab 1851: Kurfürstentum Hessen, Provinz Niederhessen, Kreis Wolfhagen
- ab 1867: Königreich Preußen, Provinz Hessen-Nassau, Regierungsbezirk Kassel, Kreis Wolfhagen
- ab 1871: Deutsches Reich, Königreich Preußen, Provinz Hessen-Nassau, Regierungsbezirk Kassel, Kreis Wolfhagen
- ab 1918: Deutsches Reich, Freistaat Preußen, Provinz Hessen-Nassau, Regierungsbezirk Kassel, Kreis Wolfhagen
- ab 1944: Deutsches Reich, Freistaat Preußen, Provinz Kurhessen, Landkreis Wolfhagen
- ab 1945: Amerikanische Besatzungszone, Groß-Hessen, Regierungsbezirk Kassel, Landkreis Wolfhagen
- ab 1946: Amerikanische Besatzungszone, Land Hessen, Regierungsbezirk Kassel, Landkreis Wolfhagen
- ab 1949: Bundesrepublik Deutschland, Land Hessen, Regierungsbezirk Kassel, Landkreis Wolfhagen
- ab 1971: Bundesrepublik Deutschland, Land Hessen, Regierungsbezirk Kassel, Landkreis Wolfhagen, Stadt Wolfhagen[Anm. 2]
- ab 1972: Bundesrepublik Deutschland, Land Hessen, Regierungsbezirk Kassel, Landkreis Kassel, Stadt Wolfhagen

## Bevölkerung

### Einwohnerentwicklung
Quelle: Historisches Ortslexikon
- 1510: 25 Haushaltungen
- 1585: 46 Haushaltungen
- 1747: 56 Haushaltungen

| Altenhasungen: Einwohnerzahlen von 1834 bis 2020 | Altenhasungen: Einwohnerzahlen von 1834 bis 2020 | Altenhasungen: Einwohnerzahlen von 1834 bis 2020 | Altenhasungen: Einwohnerzahlen von 1834 bis 2020 | Altenhasungen: Einwohnerzahlen von 1834 bis 2020 |
| --- | ------------------------------------------------ | ------------------------------------------------ | ------------------------------------------------ | ------------------------------------------------ |
| Jahr |                                                  |                                                  |                                                  | Einwohner                                        |
| 1834 | 1834                                             |                                                  | 419                                              | 419                                              |
| 1840 | 1840                                             |                                                  | 454                                              | 454                                              |
| 1846 | 1846                                             |                                                  | 446                                              | 446                                              |
| 1852 | 1852                                             |                                                  | 407                                              | 407                                              |
| 1858 | 1858                                             |                                                  | 380                                              | 380                                              |
| 1864 | 1864                                             |                                                  | 415                                              | 415                                              |
| 1871 | 1871                                             |                                                  | 402                                              | 402                                              |
| 1875 | 1875                                             |                                                  | 406                                              | 406                                              |
| 1885 | 1885                                             |                                                  | 398                                              | 398                                              |
| 1895 | 1895                                             |                                                  | 367                                              | 367                                              |
| 1905 | 1905                                             |                                                  | 380                                              | 380                                              |
| 1910 | 1910                                             |                                                  | 386                                              | 386                                              |
| 1925 | 1925                                             |                                                  | 412                                              | 412                                              |
| 1939 | 1939                                             |                                                  | 425                                              | 425                                              |
| 1946 | 1946                                             |                                                  | 733                                              | 733                                              |
| 1950 | 1950                                             |                                                  | 681                                              | 681                                              |
| 1956 | 1956                                             |                                                  | 585                                              | 585                                              |
| 1961 | 1961                                             |                                                  | 585                                              | 585                                              |
| 1967 | 1967                                             |                                                  | 620                                              | 620                                              |
| 1970 | 1970                                             |                                                  | 634                                              | 634                                              |
| 1980 | 1980                                             |                                                  | ?                                                | ?                                                |
| 1990 | 1990                                             |                                                  | ?                                                | ?                                                |
| 2000 | 2000                                             |                                                  | ?                                                | ?                                                |
| 2011 | 2011                                             |                                                  | 633                                              | 633                                              |
| 2014 | 2014                                             |                                                  | 657                                              | 657                                              |
| 2020 | 2020                                             |                                                  | 656                                              | 656                                              |
| Datenquelle: Historisches Gemeindeverzeichnis für Hessen: Die Bevölkerung der Gemeinden 1834 bis 1967. Wiesbaden: Hessisches Statistisches Landesamt, 1968. Weitere Quellen: bis 1970; Stadt Wolfhagen; Zensus 2011 |                                                  |                                                  |                                                  |                                                  |

### Einwohnerstruktur 2011
Nach den Erhebungen des Zensus 2011 lebten am Stichtag dem 9. Mai 2011 in Altenhasungen 633 Einwohner. Darunter waren 6 (0,9 %) Ausländer.
Nach dem Lebensalter waren 96 Einwohner unter 18 Jahren, 246 zwischen 18 und 49, 174 zwischen 50 und 64 und 114 Einwohner waren älter. Die Einwohner lebten in 285 Haushalten. Davon waren 93 Singlehaushalte, 93 Paare ohne Kinder und 75 Paare mit Kindern, sowie 24 Alleinerziehende und 3 Wohngemeinschaften. In 51 Haushalten lebten ausschließlich Senioren und in 198 Haushaltungen lebten keine Senioren.

### Religion
Quelle: Historisches Ortslexikon
| • 1885: | 397 evangelische (= 99,75 %), ein katholischer (= 0,25 %) Einwohner |
| • 1961: | 493 evangelische (= 84,27 %), 74 katholische (= 12,48 %) Einwohner  |

Die evangelische Kirchengemeinde gehört zum Kirchspiel Altenhasungen.

## Politik
Für Altenhasungen besteht ein Ortsbezirk (Gebiete der ehemaligen Gemeinde Altenhasungen) mit Ortsbeirat und Ortsvorsteher nach der Hessischen Gemeindeordnung.
Der Ortsbeirat besteht aus neun Mitgliedern. Bei den Kommunalwahlen in Hessen 2021 betrug die Wahlbeteiligung zum Ortsbeirat 60,52 %. Alle Kandidaten gehörten der „Altenhasungener Liste“ an. Der Ortsbeirat wählte Jens Vial zum Ortsvorsteher.

## Wirtschaft und Infrastruktur
Der Ort ist noch heute stark landwirtschaftlich orientiert. Es wird eine Gesamtfläche von ca. 665 ha bearbeitet. Im Jahre 1989 wurde im Rahmen der Dorfentwicklung ein „Bürgerladen“ gebaut. In Altenhasungen gibt es einen Supermarkt, eine Autowerkstatt, einen Anhängervertrieb und eine Lkw-Spedition mit Baustoffhandel und Abfall-Entsorgung.
Altenhasungen hat einen Bahnhof an der Bahnstrecke Volkmarsen–Vellmar-Obervellmar und wird von der NVV-Linie RT4 der RegioTram Kassel bedient.
| Linie | Verlauf | Takt   |
| ----- | --- | ------ |
| RT4   | Wolfhagen – Altenhasungen – Oberelsungen – Zierenberg-Rosental – Zierenberg – Fürstenwald – Ahnatal-Weimar – Ahnatal-Heckershausen – Ahnatal-Casselbreite – Vellmar-Obervellmar – Vellmar-Osterberg/EKZ – Kassel Jungfernkopf – Kassel-Harleshausen – Kassel-Kirchditmold – Kassel Hbf (tief) – Scheidemannplatz – Wilhelmsstraße/Stadtmuseum – Rathaus/Fünffensterstraße – Rathaus – Friedrichsplatz – Königsplatz – Am Stern – Holländischer Platz/Universität – Halitplatz – Hauptfriedhof – Wiener Straße – Holländische Straße Stand: Fahrplanwechsel Dezember 2021 | 60 min |